# The Left Banke
The Left Banke waren eine US-Popgruppe, die 1966 mit ihrem einzigen Hit für Aufsehen sorgte. Kopf der Band war Michael Brown, der Sohn des New Yorker Komponisten Harold Lookofsky, der die Band 1965 – 16-jährig – mit Schulfreunden formierte. Trotz seines Alters hatte sich der klassisch ausgebildete Brown bereits als versierter Songschreiber erwiesen und suchte nun nach einer Gelegenheit, seine Stücke aufzunehmen. Sein Vater besaß ein Tonstudio in New York und verschaffte dem Quartett einen Plattenvertrag bei Smash Records.
Gleich die erste Single, Walk Away Renée, wurde für The Left Banke zu ihrem größten Erfolg: Sie erreichte im September 1966 Platz 5 der US-Charts. Das Stück stammte – wie das meiste Material der Band – aus Browns Feder und war ursprünglich für die Freundin seines Bandkollegen Tom Finn verfasst worden. Walk Away Renée war ein stark klassisch angehauchtes Stück, das – von Streichersätzen und Michael Browns Piano dominiert – die neue, wenn auch kurzlebige Musikrichtung Baroque Pop initiierte. Im selben Stil konnte die Band mit dem erneut von Brown komponierten Pretty Ballerina einen weiteren, jedoch minderen Erfolg feiern. Eine erste LP folgte Anfang 1967.
Zu diesem Zeitpunkt begannen erste Querelen innerhalb der Band auszubrechen. Vor allem häuften sich die Stimmen der Mitglieder, die nun ebenfalls selbstgeschriebenes Material einbringen wollten. Es zeigte sich, dass der Erfolg von Walk Away Renée zu schnell und früh für The Left Banke gekommen war: Ihr Kopf Brown verließ noch 1967 die Gruppe und widmete sich Soloaufnahmen. Der Rest der Band versuchte sich nun, in stets wechselnder Besetzung, selbst als Komponisten, doch durchweg erfolglos. Zeitweise waren nur einzelne Mitglieder an Plattenaufnahmen beteiligt; die Ergebnisse wurden 1968 in einer zweiten LP zusammengefasst. Nach deren Erscheinen war das Kapitel Left Banke 1969 abgeschlossen.
1969 wirkte Michael Brown als Songschreiber und Instrumentalist beim selbstbetitelten Album der Gruppe „Montage“ mit. Später formierte er zwei weitere Bands, die Stories (1972 bis 1973) und die „Beckies“ (1976), von denen zumindest erstere Anfang der 1970er Jahre noch zu einigen Hits gelangte. Walk Away Renée blieb das einzige Vermächtnis der Left Banke und wurde später noch von Interpreten wie den Four Tops, Willie Loco Alexander & the Boom Boom Band oder Vonda Shepard gecovert. Das Stück wurde von der Rock and Roll Hall of Fame in die „Liste der 500 Songs, die den Rock and Roll am meisten geprägt haben“, aufgenommen.

## Mitglieder
- Michael Brown (* 25. April 1949 in New York; † 19. März 2015) – Keyboard
- Steve Martin (Carmelo Esteban Martin Caro, * 12. Oktober 1948 in New York) – Gesang
- Tom Finn  (*  21. November 1948 † 27. Juni 2020) – Bass
- George Cameron – Schlagzeug
- Rick Brand – Gitarre
- Jeff Winfield – Gitarre
- Warren David – Schlagzeug
- Sam Kogon – Gesang (2014–heute)
- Tony Waldman – Schlagzeug (2014–heute)
- Dan LeBrun – Schlagzeug (2014–heute)
- Stefan Paolini – Keyboard (2014–heute)
- Finnegan Shanahan – Violine, Gesang (2014–heute)

## Geschichte
1965–1967
Michael Brown lernte 1965 den Technik-Assistenten Steve Martin, den Schlagzeuger George Cameron und den Bassisten Tom Finn im Studio seines Vaters Harry Lookofsky, in dem er als Studiomusiker arbeitete, kennen. Die vier Musiker entdeckten ihre gemeinsame Liebe zu populärer Musik und entschlossen sich, eine Gruppe ähnlich der Beatles zu gründen. Finn, Martin und Cameron begannen Gesangsarrangements zu damals bekannten Songs wie Good Day Sunshine (Beatles) und Under My Thumb (Rolling Stones) sowie zu Eigenkompositionen auszuarbeiten, während Brown sie am Piano begleitete.
Dabei wurde Lookofsky auf Martins Stimme und den Chorgesang aufmerksam und produzierte Anfang 1966 mit den Eigenkompositionen I Haven’t Got The Nerve und I’ve Got Something On My Mind die erste Single der Band. Das Produkt weckte kein Interesse bei Plattenfirmen, woraufhin sich die Band auflöste und Brown zusammen mit dem Schlagzeuger Warren David, der auf beiden Tracks mitgespielt hatte, nach Kalifornien ging.
Vor der Auflösung hatte die Gruppe noch an einem weiteren Song gearbeitet: Walk Away Renée. Michael Brown hatte das Lied geschrieben, nachdem Tom Finn Ende 1965 der Band seine Freundin Renée Fladen vorgestellt hatte. Brown verliebte sich in Fladen und schrieb spontan drei Lieder: She May Call You Up Tonight, Pretty Ballerina und Walk Away Renée. Als er nach Kalifornien aufbrach, war lediglich der Backing-Track von Renée aufgenommen und musste nun mit George Cameron, der Warren am Bass ersetzte, und mit dem Gesang von Finn, Cameron und Martin vervollständigt werden. Lookofsky überzeugte schließlich das Tochterlabel Smash der Plattenfirma Mercury, das Lied als Single zu veröffentlichen. Es erreichte unerwartet Platz 5 der US-Charts und machte Left Banke über Nacht berühmt. Mit Martins Tenorstimme und Browns Piano im Vordergrund sowie der Begleitung durch ein Streichensemble wurde die Musik von Left Banke von nun an als Barock-Pop bezeichnet. Die Band fand daraufhin wieder zusammen, heuerte Jeff Winfield als Gitarristen an und brach zu einer Tournee auf.
Anfang 1967 begab sich die Band wieder ins Studio, um mit Pretty Ballerina einen ähnlich klingenden Song von Brown aufzunehmen. Dieser erreichte Platz 15 der Charts und Left Banke wurde von der Plattenfirma dazu aufgefordert, entsprechend der damaligen Marketing-Praxis ein Album folgen zu lassen. Da nur Brown eine musikalische Ausbildung als Pianist hatte, wurden bei den Aufnahmen zur LP Walk Away Renée / Pretty Ballerina vorwiegend Sessionmusiker wie der Gitarrist Hugh McCracken und der Schlagzeuger Al Rogers beschäftigt.
Mit dem Erfolg und dem Lob der Kritiker kehrten auch Unstimmigkeiten in die Band ein. Das erste Opfer war Winfield, der durch Rick Brand ersetzt wurde, weil Brown und Martin seine Fähigkeiten als Live-Gitarristen anzweifelten.
Das Album erreichte trotz der beiden darauf veröffentlichten Hit-Singles lediglich Platz 67 der Charts, woraufhin Brown, frustriert über seine Leistungen bei Live-Auftritten und nicht bereit, weiterhin auf Tournee zu gehen, die Gruppe verließ.
Left Banke zerfiel nun in zwei Fraktionen. Brown schwebte eine ähnliche Karriere wie Brian Wilson von den Beach Boys vor, aber er beabsichtigte auch, den Namen Left Banke für sich zu beanspruchen. Er rekrutierte Bert Sommer, einen Songschreiber, der einige Lieder zum ersten Left-Banke-Album beigesteuert hatte, als Sänger und nahm mit ihm neues Material auf, darunter die als Single veröffentlichten Tracks Ivy Ivy und And Suddenly. Als die anderen Left-Banke-Mitglieder mit einem Gerichtsverfahren wegen der Namensrechte drohten, weigerten sich die Radiostationen, die Single zu senden, da sie befürchteten, in die Streitigkeiten mit hineingezogen zu werden.
Die Band stieg aus dem Management-Vertrag mit Lookofsky aus und versöhnte sich mit Brown. Das Resultat der Reunion waren die Aufnahmen zu Desiree und In The Morning Light. Desiree war der letzte Charterfolg der Gruppe, konnte aber nur Platz 98 der Charts erreichen, woraufhin Brand und Brown wieder eigene Wege gingen. Letzterer schloss sich der Gruppe Montage an.
1968–1978
Cameron, Finn und Martin kehrten 1968 ins Studio zurück, um mit Hilfe des Keyboardspielers Emmit Lake, des Gitarristen Tom Feher und des Sängers Steve Talarico (Steven Tyler, später bei Aerosmith) das Album Left Banke Too (ursprünglicher Titel: Dress Rehearsal) zu vervollständigen. Das Material bestand aus neuen Beiträgen aus der Feder von Finn und Feher sowie aus den zuvor aufgenommenen Liedern Desiree und In The Morning Light. Die Plattenfirma koppelte noch mehrere Tracks als Singles aus, kündigte die Band aber Ende 1968 aus dem Vertrag, als weder Album noch Singles nennenswerte Verkaufszahlen aufwiesen.
In den nachfolgenden zwei Jahren versuchte sich die Gruppe in mehreren Reunions. So nahmen Brown und Martin 1969 die Single Myrah und 1971 die gesamte Originalbesetzung eine weitere mit Love Songs In The Night auf, die offiziell als Solo-Single von Steve Martin erschien. Nachdem keine der Bemühungen zum Erfolg geführt hatte, kehrte Brown Left Banke endgültig den Rücken und wandte sich seinen neuen Projekten The Stories und The Beckies zu.
1969 beendeten auch die übrigen Mitglieder offiziell ihre Zusammenarbeit. Tom Finn erklärte den Schritt in einem Interview mit dem Mojo-Magazin in 2002: „Wir trafen Donovan 1969 in den World Record Studios und er erzählte Steve, dass George Harrison Walk Away Renée so gemocht hatte und die Beatles gerade am Auseinanderbrechen waren. Das war für uns wie ein Omen. Wir sagten: Lasst uns Schluss machen. Wir haben das Beste gegeben, das wir konnten. Wir hatten einfach keine Lust in einer Beatle-losen Welt weiterzumachen. Später haben wir noch ein paar Platten aufgenommen, aber es war nicht mehr das Gleiche“.
Finn, Martin und Cameron fanden noch einmal 1978 zusammen und nahmen das Album Strangers On A Train (in Europa als Voices Calling erschienen) auf. Nachdem dieses wie auch die ausgekoppelte Single Queen Of Paradise kaum verkauft wurde, verschwand es in den Lagern, bis es 1986 von Relix Records wiederveröffentlicht wurde.

## Diskografie
- I Haven’t Got The Nerve / I’ve Got Something On My Mind (Single, 1966)
- Walk Away Renée / I Haven’t Got The Nerve (Single, 1966)
- Pretty Ballerina / Lazy Day (Single, 1966)
- Walk Away Renée / Pretty Ballerina (Album, 1967)
- Ivy Ivy / And Suddenly (Single, 1967)
- She May Call You Up Tonight / Barterers And Their Wives (Single, 1967)
- Desiree / I’ve Got Something On My Mind (Single, 1967)
- The Left Banke Too (Album, 1968)
- Dark Is The Bark / My Friend Today (Single, 1968)
- Goodbye Holly / Sing Little Bird Sing (Single, 1968)
- Give The Man A Hand / Bryant Hotel (Single, 1968)
- Nice To See You / There’s Gonna Be A Storm (Single, 1969)
- Myrah / Pedestal (Single, 1969)
- Love Songs In The Night / Two By Two (Single, 1971)
- Strangers On A Train (Voices Calling) (Album, 1978)
- Queen Of Paradise / And One Day (Single, 1978)
- And Suddenly It’s The Left Banke (Album, 1982)
- And One Day / I Can Fly (Single, 1986)
- There’s Gonna Be A Storm (Compilation-Album, 1992)